# Can’t You Hear Me Knocking
«Can’t You Hear Me Knocking» — песня рок-группы The Rolling Stones, выпущенная на их альбома Sticky Fingers 1971 года.
Продолжительность песни превышает 7 минут и начинается с характерного для Кита Ричардса гитарного вступления, сыгранного в изобретённом им строе «Open-G». На второй минуте третьей секунде начинается инструментальный проигрыш, сначала на передний план выходит Роки Дижон, играющий на конгах, затем Бобби Кис исполняет продолжительное соло на саксофоне поверх наслоенных друг на друга партий гитар Ричардса и Мика Тейлора. Тейлор перенимает эстафету у Кита и заканчивает песню продолжительным гитарным соло, исполненным на гитаре Gibson ES-345.
Песня стала частью концертного репертуара Rolling Stones во время их туров Licks Tour 2002—2003 годов и A Bigger Bang Tour 2005—2007. Во время исполнений песни, Мик Джаггер исполнял соло на губной гармонике после саксофонного соло Киса, и Ронни Вуд играл продолжительное гитарное соло. Концертная версия песни была выпущена на DVD-сете Four Flicks в 2003 году и на концертном альбоме Live Licks 2004 года.
В 2004 году, журнал Rolling Stone поместил её на 25 место в списке «100 величайших гитарных песен всех времён».

## Использование в поп-культуре
- Песня прозвучала, но не вошла в двух-дисковый саундтрек, в фильме «Казино», 1995 года.
- В 2001 году песня вошла в саундтрек фильма «Кокаин».
- Песня прозвучала в документальном фильме 2002 года «Комедиант», рассказывающем об американском стендап-комике Джерри Сайнфелде.
- Песня звучит в фильме 2004 года «Трое в каноэ».
- Песня вошла в саундтрек спортивной драмы 2010 года «Боец».
- Песня звучит в эпизоде «Exile on Main St» телесериала «Блудливая Калифорния». Название эпизода является отсылкой к одноимённому альбому Rolling Stones 1972 года.
- Название песни носит 13 эпизод 7 сезона телесериала «Шоу 70-х». Все серии 7 сезона носят названия песен Rolling Stones.
- Гитарист Карлос Сантана записал свою версию песни при участии вокалиста Скотта Уайланда (Stone Temple Pilots, экс-Velvet Revolver) для своего кавер-альбома 2010 года Guitar Heaven.
- Рэпер Джуэлз Сантана использовал семпл песни для своей песни «Blow» из альбома Back Like Cooked Crack Volume One.
- Укороченная кавер-версия, с вырезанным соло на саксофоне, доступна для исполнения в музыкальной видеоигре 2006 года Guitar Hero II.
- Фрагмент песни использовался в фильме "Человек-паук: Возвращение домой".
- Озарк (1 сезон, 4 серия)

## В записи участвовали

### Sticky Fingers
The Rolling Stones
- Мик Джаггер — вокал
- Кит Ричардс — гитара, бэк-вокал
- Мик Тейлор — гитара
- Билл Уаймэн — бас-гитара
- Чарли Уоттс — ударные

Приглашённые музыканты
- Роки Дижон — конга
- Бобби Кис — саксофон
- Билли Престон — орган
- Джимми Миллер — перкуссия

### Live Licks
The Rolling Stones
- Мик Джаггер — вокал
- Кит Ричардс — гитара
- Рон Вуд — гитара
- Чарли Уоттс — ударные

Приглашённые музыканты
- Дэррил Джонс — бас-гитара